# 仙台市立鶴谷特別支援学校
仙台市立鶴谷特別支援学校（せんだいしりつ つるがやとくべつしえんがっこう）は、宮城県仙台市宮城野区鶴ケ谷五丁目にある公立特別支援学校。「知的障害者に関する教育領域」を担当する。

## 概要
宮城県教育庁の方針とは一線を画して、仙台市教育局独自で開設した養護学校として開校。当初は「鶴養」と略されて呼ばれていたが、特別支援学校制度導入に伴う校名変更により、現在は「鶴特」の略称を用いている。
所在地の地名は「鶴ケ谷」だが、本校名の標記は「鶴谷」となっており、「ケ」の表記がない。

## 学部
- 小学部
- 中学部
- 高等部

学級編成としては、「生活グループ」として、A課程（主に、重複障害の児童生徒）、B課程（主に、知的障害・自閉症・ダウン症の児童生徒）の2グループ（高等部のB課程は、B-1課程(自立活動をやや多めに設定)とB-2課程(体育などの教科指導をやや多めに設定)に細分化しているため、3グループ）とし、人数の多い学級（グループ）であれば、1組と2組(あるいは、2組と3組、3組と4組というパタンもある)に所属する児童・生徒が合同で1つの生活グループ（同じ教室で生活）という形を取っている（小学部は、A課程とB課程の合同クラスないしは、7名以上の生活学級（例えば、1組5人+2組2人）で構成される複数学級を1つの生活学級と扱っており、各学年2種類の植物(花の名前を含む)の名前がクラス名とされている）。
なお、A課程・B課程の区分は、宮城県立の「知的障害者を対象とする教育領域」を手掛ける特別支援学校の区分にほぼ準じた対応となっている。

## 沿革
- 1978年4月 - 仙台市立鶴谷養護学校として開校。
- 1989年4月 - 高等部設置。
- 2007年4月 - 学校名を「仙台市立鶴谷養護学校」から「仙台市立鶴谷特別支援学校」に改称。

## アクセス
- 地下鉄旭ケ丘駅6番乗り場より、仙台市営バスで鶴ヶ谷七丁目方面のバス[※ 1][※ 2] に乗車。「鶴谷特別支援学校前」下車徒歩3分。
- 仙台駅前18番乗り場より、仙台市営バスで地下鉄旭ケ丘駅行(A120系統県庁市役所・鶴ヶ谷七丁目経由、またはA220系統原町・鶴ヶ谷七丁目経由)のバスに乗車。同バス停（反対車線側）で下車徒歩3分。
- 地下鉄台原駅2番又は3番乗り場より、仙台市営バスで鶴ヶ谷七丁目経由地下鉄旭ケ丘駅行き[※ 3] のバスに乗車。同バス停（仙台駅前始発系統と同様、地下鉄旭ケ丘駅始発系統の停留所の向かい側）で下車徒歩3分。